# Улица Маза Пейтавас
Улица Ма́за Пе́йтавас (латыш. Mazā Peitavas iela) — короткая (78 метров) улица в Риге, в историческом районе Старый город. П-образная по форме, начинается и кончается у улицы Алксная.

## История
На плане Риги Ф. Мурера 1650 года улица указана как короткий прямой переулок, идущий от нынешней улицы Алксная к крепостной стене города. Позже к улице был присоединён участок частично исчезнувшей улицы Трауксмес (Набатной), проходившей с внутренней стороны крепостных стен вокруг города. В XVIII—XIX веках улица отделяла участок с несколькими амбарами, отчего называлась Ноликтаву (Амбарная). Название Пейтауский переулок получила в 1864 году, затем была переименована в Малую Пейтаускую (с латыш. — «Маза Пейтавас»).